# خانه اشباح (فیلم)
خانه اشباح (به انگلیسی: House of the Spirits) (عنوان اصلی: خانه‌ای خالی از سکنه) یک فیلم سینمایی در ژانر درام تاریخی محصول مشترک آلمان - دانمارک و پرتغال ۱۹۹۳ میلادی به کارگردانی بیله آگوست و با بازیگری جرمی آیرونز، مریل استریپ، گلن کلوز، وینونا رایدر، آنتونیو باندراس و ونسا ردگریو است. بازیگران حامی شامل ماریا کونچیتا آلونسو، آرمین مولر-اشتال و یان نیکلاس هستند.

## داستان
شیلی، نیمه دوم قرن بیستم. «اسبان» فقیر با «کلارا» ازدواج کرده و صاحب دختری به نام «بلانکا» می‌شوند. «استبان» به سختی کار کرده و در نهایت تبدیل به مردی ثروتمند می‌شود. وقتی «بلانکا» بزرگ می‌شود، عاشق یک انقلابی جوان می‌شود و…

## بازیگران
- مریل استریپ
- گلن کلوز نقش فرئولوا
- جرمی آیرونز مقام استیبان
- وینونا رایدر نقش بلانا
- آنتونیو باندراس نقش پدرو تراسرو گارسیا
- ونسا ردگریو
- آرمین مولر-اشتال
- ماریا کونچیتا آلونسو
- یان نیکلاس درنقش عضو ژان دی ساتیونی
- وینسنت گالو به عنوان استبان گارسیا
- تری پولو نقش روزا دل والله
- گریس گامر به عنوان کلارا جوان[۳]
- دنیس هوثورن